# (10221) Kubrick
Pour les articles homonymes, voir Kubrick (homonymie).
(10221) Kubrick est un astéroïde de la ceinture principale.

## Description
(10221) Kubrick est un astéroïde de la ceinture principale. Il fut découvert par Petr Pravec le 28 octobre 1997 à l'observatoire d'Ondřejov. Il présente une orbite caractérisée par un demi-grand axe de 2,431 UA, une excentricité de 0,0388 et une inclinaison de 7,513° par rapport à l'écliptique.
Il a été nommé en hommage au réalisateur et producteur de films Stanley Kubrick.

## Compléments